# Gustav Burian
Gustav Burian (28. října 1900 – 1960) byl český a československý právník a politik, poválečný poslanec Prozatímního a Ústavodárného Národního shromáždění a Národního shromáždění ČSR za Československou stranu národně socialistickou (od roku 1948 oficiálně Československá strana socialistická).

## Biografie
Promoval v říjnu 1923 na Univerzitě Karlově. Profesí byl advokátem v Táboře. Advokátní kancelář v Táboře si otevřel roku 1931. Za druhé světové války byl vězněn.
Po osvobození Tábora v květnu 1945 krátce zastával funkci 1. místopředsedy MNV. V letech 1945–1946 byl poslancem Prozatímního Národního shromáždění za národní socialisty. Mandát obhájil v parlamentních volbách v roce 1946 a stal se poslancem Ústavodárného Národního shromáždění, kde zasedal do parlamentních voleb v roce 1948, v nichž byl zvolen za volební kraj Tábor do Národního shromáždění, v němž setrval do roku 1954.
Během únorového převratu v roce 1948 mu Klement Gottwald nabízel křeslo ministra spravedlnosti jako pokus o posílení prokomunistické frakce v národně socialistické straně. Burian odmítl. Ve straně ale zůstal i po převratu, kdy se (nyní již pod názvem Československá strana socialistická) stala loajální součástí komunistického režimu.